# Benoibates crinitus
Benoibates crinitus är en kvalsterart som först beskrevs av Berlese 1910.  Benoibates crinitus ingår i släktet Benoibates och familjen Oripodidae. Inga underarter finns listade.